# Liste der Monuments historiques in Pluvigner
Die Liste der Monuments historiques in Pluvigner führt die Monuments historiques in der französischen Gemeinde Pluvigner auf.

## Liste der Bauwerke
| Bezeichnung                   | Beschreibung | Standort                | Kennzeichnung | Schutzstatus | Datum | Bild |
| ----------------------------- | ------------ | ----------------------- | ------------- | ------------ | ----- | ---- |
| Kapelle Notre-Dame des Orties |              | Place Mainlièvre (Lage) | PA00091562    | Inscrit      | 1925  |      |
| Kapelle St-Fiacre             |              | Trélécan (Lage)         | PA00091563    | Inscrit      | 1925  |      |
| Domaine de Kéronic            |              | (Lage)                  | PA56000082    | Inscrit      | 2017  |      |
| Kirche St-Guigner             |              | Place Mainlièvre (Lage) | PA00091564    | Inscrit      | 1925  |      |

## Liste der Objekte
- Monuments historiques (Objekte) in Pluvigner in der Base Palissy des französischen Kultusministeriums